# أندريه ماركيز (عسكري)
أندريه ماركيز (بالفرنسية: André Marquis)‏ هو عسكري فرنسي، ولد في 24 أكتوبر 1883 في تولون في فرنسا، وتوفي في 15 أكتوبر 1957 في لاروش سور يون في فرنسا.